# Zgorzelec
Zgorzelec (en alemán: Görlitz) es una ciudad al suroeste de Polonia. Con 32.322 habitantes (2012), se encuentra en el Voivodato de Baja Silesia (desde 1975 hasta 1998 en el antiguo Voivodato de Jelenia Góra). Es la sede del Condado de Zgorzelec, y del distrito más pequeño de Gmina Zgorzelec (aunque no es parte del territorio, ya que es una ciudad urbana por derecho propio). Zgorzelec se encuentra en el río Neisse, con la frontera polaco-alemana contiguo a la ciudad alemana de Görlitz, cuya parte oriental constituía hasta 1945.